# Gereão de Colônia
Gereão de Colônia, um provável santo soldado, foi martirizado em Colônia por decapitação provavelmente no início do século IV.
De acordo com esta lenda, Gereão (chamado de "Santo Dourado") seria um soldado da Legião Tebana. Gregório de Tours, escrevendo no século VI, afirmou que Gereão e seus companheiros faziam parte de um destacamento de cinquenta homens da legião que foram massacrados em Agauno por ordem do imperador Maximiano por se recusarem a realizar sacrifícios aos deuses pagãos.
Alguns dos nomes de seus companheiros que geralmente aparecem como sendo Cassius, Gregorius Maurus, Florentius, Innocentius, Constantinus e Victor.
O Venerável Beda menciona que a festa de Gereão e seus companheiros estava incluída em calendários litúrgicos anglo-saxões. Lendas medievais posteriores aumentaram o número de companheiros de Gereão para 290 ou 319 soldados. Tradicionalmente, acredita-se que São Norberto de Xanten teria descoberto, por meio de uma visão, o local exato, em Colônia, onde estavam as relíquias de Santa Úrsula e suas companheiras, de São Gereão e de outros mártires .
Gereão se tornou um santo militar muito popular e é geralmente representado como um legionário romano ou um cavaleiro medieval. Juntamente com outros santos decapitados, ele é invocado para curar enxaquecas.  